# JK Uskok
Jedriličarski klub Uskok je hrvatski jedriličarski klub iz Zadra. Primarno se bavi sportskim jedrenjem u klasama Optimist, 420, 470 i 49er.
Klub je u sklopu Narodne tehnike u Zadru djelovao od 1948. pod nazivom Pomorsko brodarsko društvo Zadar, a 1951. izlazi iz Narodne tehnike i mijenja ime u Jedriličarsko društvo Uskok. Godine 1983. godine prelazi na lokaciju rt Vitrenjak gdje se nalazi do danas.
Infrastrukturno je najopremljeniji klub na cijelom Sredozemlju. Zbog tih je uvjeta dobio domaćinstvo brojnih međunarodnih natjecanja: europska prvenstva klasa 470 (1999.), klasa 420 (2004.), klasa 470 (2008.), klasa 49-er (2009.), zatim svjetska prvenstva klasa 470  (2004.) i klasa 49-er (2012.). Godine 2011. godine bio je organizator svjetskog prvenstva u čak osam olimpijskih klasa.

Klub svake godine organizira jedriličarske regate za krstaše i klasu Optimist, a svake dvije do tri godine organizira svjetsko ili europsko prvenstvo za neku od olimpijskih klasa.
Članovi ovog kluba osvojili su mnoge nagrade na jedriličarskim prvenstvima. Dali su natjecatelje koji su jedrili na Olimpijskim igrama: posada Bašić/Cupać natjecala se u klasi 470 u Ateni 2004., a posada Kostov/Cupać u klasi 49-er u Pekingu 2008., Londonu 2012., te u Rio de Janeiru 2016.

U JK Uskoku je s jedrenjem započeo i olimpijski pobjednik na OI 2016. Šime Fantela.
Predsjednik kluba Ive Mustać dobio je nagradu za životno djelo Hrvatskog jedriličarskog saveza.
Godine 2006. klub je dobio godišnju državnu nagradu za šport "Franjo Bučar" u kategoriji športskih udruga i skupina.
Trenutno je u klubu više od 150 redovnih članova.

## Vanjske poveznice
- Službene stranice kluba
- Facebook stranica kluba